# Michele Mazzucato
| 181494 Forestale    | 16 ottobre 2006  |
| 216345 Savigliano   | 4 dicembre 2007  |
| 236784 Livorno      | 12 agosto 2007   |
| 246153 Waltermaria  | 15 agosto 2007   |
| 248866 Margherita   | 17 ottobre 2006  |
| 304813 Cesarina     | 16 agosto 2007   |
| 309227 Tsukiko      | 16 agosto 2007   |
| 319651 Topografo    | 10 ottobre 2006  |
| 345720 Monte Vigese | 12 dicembre 2006 |
| 345763 Pompiere     | 13 marzo 2007    |
| 400162 SAIT         | 14 novembre 2006 |
| 400193 Castión      | 14 dicembre 2006 |
| 475696 Fisiocritico | 13 novembre 2006 |

Michele T. Mazzucato (Savigliano, 21 ottobre 1962) è un astronomo amatoriale italiano di professione guardia forestale ora in congedo.
Socio cofondatore, nel 1999, del Gruppo M1 Astrofili di Castiglione dei Pepoli, i suoi principali campi d'interesse sono la storia dell'astronomia, la geodesia geometrica e l'astrometria dei corpi minori del sistema solare. Ha scritto numerosi articoli a carattere scientifico-divulgativo e alcuni libri.

## Scoperte
Il Minor Planet Center gli accredita le scoperte di nove asteroidi, effettuate tra il 2006 e il 2007, tutte in collaborazione con gli altri astronomi Andrea Boattini, Fabio Dolfi e Luciano Tesi.
Inoltre è tra i più prolifici scopritori di supernovae nel progetto Galaxy Zoo e nel progetto Supernovae Hunters, attivo dal luglio 2016 nell’ambito del Pan-STARRS Survey, dove ha contribuito alla scoperta di oltre un migliaio di supernovae . Le più notevoli tra queste sono PTF 10guz, PTF 10xgx (due probabili super-Chandrasekhar mass supernova) e SN 2016els (una superluminous supernova SLSN-I).
Ha collaborato alla scoperta di comete radenti tramite il telescopio spaziale SOHO e alla scoperta di oggetti della Fascia di Edgeworth-Kuiper, tra cui 2011 HM102 che è risultato essere un troiano di Nettuno.
Ha coscoperto l'attività cometaria degli asteroidi 2015 FW412 e 2015 VA108, possibili membri della famiglia delle comete della fascia principale ,nonché dell'asteroide 2009 DQ118
appartenente alla famiglia Hilda, ora diventato membro della famiglia di comete quasi-Hilda .
Nell'ambito delle collaborazioni internazionali ha anche coscoperto le stelle variabili tipo AM CVn PTF 1J0857+0729 e PTF 1J0435+0029 e il sistema triplo di 3 stelle O e B massicce TIC 470710327.
Ha contribuito al progetto Stardust@home con il quale sono state individuate, per la prima volta in laboratorio, particelle di polvere interstellare e alla missione OSIRIS-REx, collaborando alla mappatura e alla selezione del sito di prelievo del campione di regolite dall’asteroide 101955 Bennu.
Nel gennaio 2017 ha scoperto un numero primo con oltre un milione di cifre, primo italiano a raggiungere tale traguardo.

## Onorificenze e riconoscimenti
Gli è stato dedicato l'asteroide 35461 Mazzucato.